# Colletes ulrikae
Colletes ulrikae är en biart som beskrevs av Kuhlmann 2002. Colletes ulrikae ingår i släktet sidenbin, och familjen korttungebin. Inga underarter finns listade i Catalogue of Life.